# ヴルチャ県
ヴルチャ県 （ヴルチャけん、Judeţul Vâlcea）は、ルーマニアの県。オルテニア地方とムンテニア地方とにまたがる。県都はルムニク・ヴルチャ。東はアルジェシュ県、西はゴルジュ県とフネドアラ県、北はシビウ県とアルバ県、南はドルジュ県とオルト県に接する。

## 人口統計
人口は341,861人（2021年国勢調査）。民族構成はルーマニア人が302,696人、ロマ人が8,234人など。
| 年   | 人口    |
| ---- | ------- |
| 1948 | 341,590 |
| 1956 | 362,356 |
| 1966 | 368,779 |
| 1977 | 414,241 |
| 1992 | 438,388 |
| 2002 | 413,247 |
| 2011 | 355,320 |
| 2021 | 341,861 |

## 地理
面積は5,765平方キロメートルである。県北部は南カルパチア山脈からなる山々、東の2,200メートル以上のファラガシュ山脈、西の2,000メートル以上のロトル山脈とで占められる。この山地は、トランシルヴァニアとワラキアとの間のアクセスとなる、オルト川谷で分けられる。オルト川谷沿いに、小さな山並みが広がる。最も目を見張るのはコジア山地である。
南へ向かうと、ルーマニア平原の西側にあたるカルパチア丘陵を通り抜け、標高は低くなっていく。主要河川は、県の北から南へ流れるオルト川である。その他に、北のロトル川と南のオルテツ川（Olteţ River）がある。 

## 経済
県でもっとも工業化されているのは県都ルムニク・ヴルチャである。県のその他の地域は、農村となっている。県の主要産業は以下の通りである。
- 化学工業
- 食品・飲料製造
- 織物産業
- 機械部品工業
- 建設資材製造
- 林業・家具製造

県西部では石炭と岩塩が産出される。県中央部は果樹栽培、ワイン製造、酪農によく適している。南部では穀物・野菜生産が盛んである。

## 観光
- オルト川谷
  - カリマネシュティ＝カチウラタ（en:Călimăneşti-Căciulata）の温泉
  - コジア修道院（en:Cozia Monastery）
  - トゥルヌ修道院
- ロトル川谷
- ラムニク・ヴルチャ
- バイレ・ゴヴォラ（en:Băile Govora）の温泉
- ホレズ修道院　-　UNESCO世界遺産

## 行政区画
県は2つの都市、9つの町、75の基礎自治体からなる。

### 主な市町
- ルムニク・ヴルチャ
- ドラガシャニ
- ホレズ
- ストイレシュティ
- コムナ・ダニチェイ
- ビトミレシュティ
- オラヌ